# Fosse des Casquets

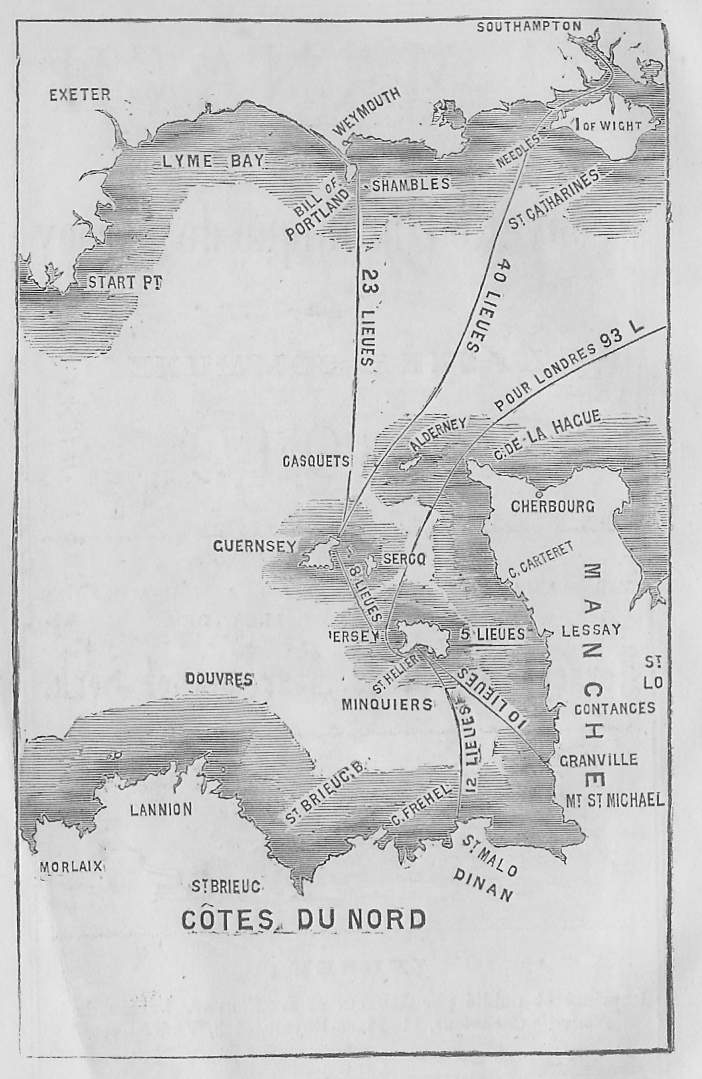
Almanach, Nouvelle chronique de Jersey (1891)

La fosse des Casquets — en anglais : Hurd's Deep — est située dans la Manche, à l'ouest des îlots anglo-normands des Casquets, groupe de rochers à 13 kilomètres au nord-ouest d’Aurigny, non loin du cap de la Hague. La fosse est un bas-fond du plateau continental profond de 100 à 160 m sous le niveau moyen de la mer, dans les eaux du bailliage de Guernesey et un peu dans la ZEE française.

## Décharge de déchets chimiques

Frontière entre la France et les îles Britanniques.

La zone a reçu une quantité importante de déchets de guerre et militaires : munitions immergées (munitions chimiques et conventionnelles) de la Première Guerre mondiale, stockés là par le gouvernement britannique.

Le SMS Baden y fut également sabordé en 1921.
Après la Seconde Guerre mondiale, cette zone a d'abord et de nouveau été utilisée comme décharge sous-marine de matériel militaire (munitions et des armes laissés par les envahisseurs allemands évincés des îles anglo-normandes). Puis l'immersion (dumping) de munitions britanniques désaffectées s'est ensuite poursuivie, routinièrement, jusqu'en 1974,.
De 1946 à 1973, la zone a également été utilisée pour le déversement de plusieurs milliers de conteneurs de déchets radioactifs (de faible et moyenne activité). 28 500 barils de déchets — dont contenant du plutonium (ayant une demi-vie de 24 100 ans) — ont été rejetés dans ces fonds durant cette période,.
20 ans plus tard, c'est un conteneur de cinq tonnes de lindane (insecticide très toxique et rémanent) qui coule dans cette zone en décembre 1993 ; puis le porte-conteneurs Sherbo y perd 90 conteneurs dont 10 contenant des pesticides.
Le Ievoli Sun, chimiquier italien transportant environ 1 000 tonnes d'alcool isopropylique, 1 000 tonnes de méthyl éthyl cétone, et surtout 4 000 tonnes de styrène cancérigène, coule le 1er novembre 2000 par 70 mètres de fond à 3 km seulement de la fosse des Casquets. Le remorquage vers Cherbourg-en-Cotentin par l'Abeille Flandre échoue donc.

## Décharge de déchets radioactifs
Tous les ans de 1950 à 1963, le Royaume-Uni, et dans une moindre mesure la Belgique, ont immergé dans cette fosse, 17 274 tonnes de fûts de déchets faiblement et moyennement radioactifs, soit une activité de 60 térabecquerels (Tbq) selon l'inventaire national 2012 de l'ANDRA. L'inventaire des déchets radioactifs dans l’environnement marin dressé par l’Agence internationale de l’énergie atomique estime à 57,9 térabecquerels la radioactivité présente dans la fosse des Casquets. Selon Greenpeace qui a envoyé un robot observer la fosse, les fûts enrobés de bitume ou ciment se déliteraient déjà, mais cela est contredit par d'autres sources. Corinne Lepage pense que la pollution radioactive de la fosse est « importante », et qu'on lui avait indiqué, à l'époque où elle était ministre, « qu’il [était] impossible de remonter quoi que ce soit, parce [que les fûts étaient] tous éventrés. Les déchets radioactifs [s'étaient] dissous dans la mer ».
La Convention sur la prévention de la pollution des mers résultant de l'immersion de déchets réglemente depuis 1993 l’immersion des déchets radioactifs en interdisant l'immersion en mer de tout type de déchets nucléaires à partir de navires, d’aéronefs, de plates-formes ou de toute construction humaine située en mer, mais n'impose ni la récupération des déchets immergés avant 1993, ni l'arrêt de l'évacuation en mer d'effluents liquides provenant d'usine terrestres. Ces sujets sont traités par la convention internationale OSPAR.

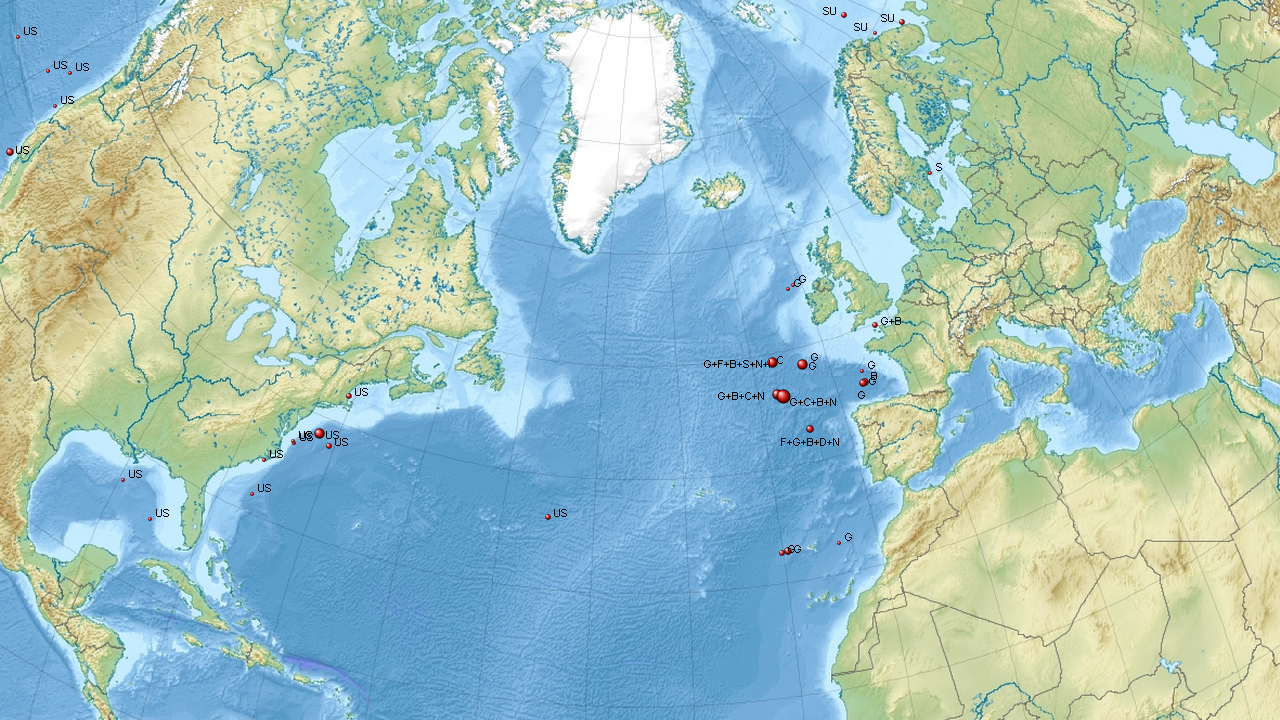
Pays ayant déversé des déchets radioactifs dans l'Atlantique. B: Belgique, F: France, D: Allemagne, I: Italie, N: Pays-Bas, S: Suède, C: Suisse, G:Royaume-Uni, US: États-Unis, SU: Union soviétique. La fosse des Casquets apparaît sur l'image.